# Hệ sinh dục nữ

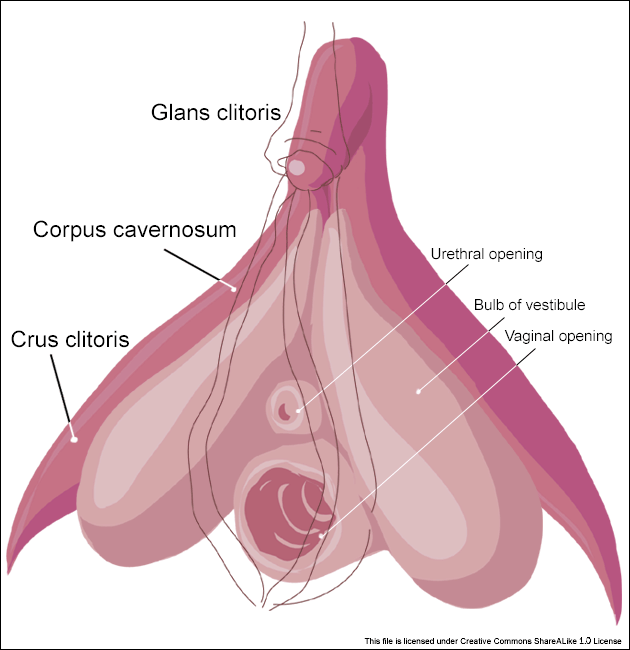
Cấu trúc giải phẫu bên trong của âm vật

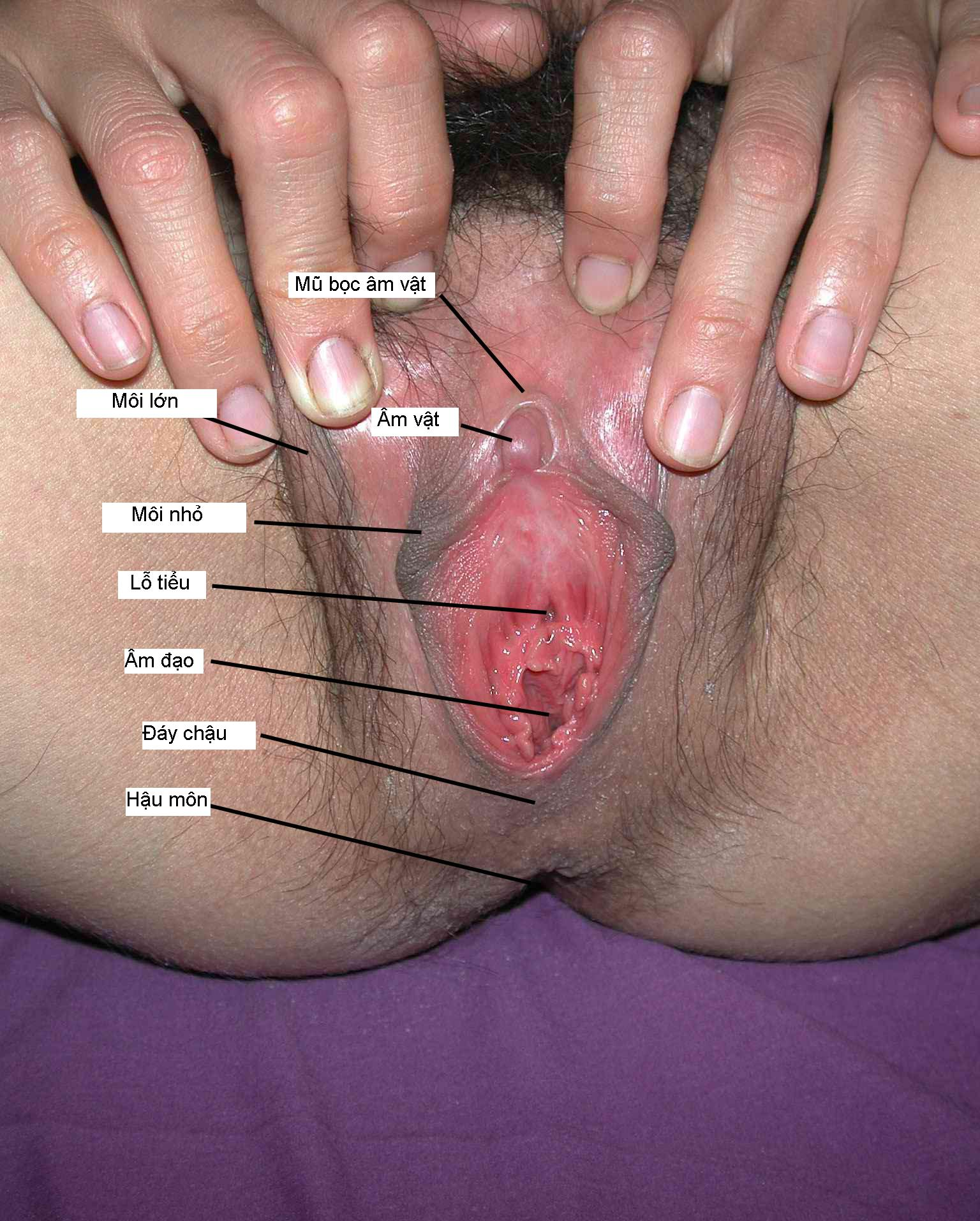
Hình chi tiết bộ phận sinh dục nữ

Hệ sinh dục nữ hay bộ phận sinh dục nữ là một hệ thống sinh lý trong cơ thể nữ giới với nhiều chức năng phức tạp: giao hợp, tiếp nhận tinh trùng, thụ tinh, cấy thai, nuôi thai và sinh con. Các cơ quan chính trong bộ phận sinh dục phụ nữ nằm trong phần dưới cùng của bụng xuống đến đáy chậu, dưới ruột, trước hậu môn. Khác với cơ quan sinh dục bên ngoài ở nam phô bày rõ rệt, những cơ quan sinh dục bên ngoài ở nữ thường nằm khuất phía dưới, được che kín bởi lông hạ bộ và khi đứng thẳng, bởi phần trên của hai đùi.

## Môi âm hộ
Môi âm hộ gồm có hai môi lớn (Hình 2 -5) ở ngoài và hai môi nhỏ (Hình 2 - 6) nằm phía trong. Môi lớn và môi nhỏ có tác dụng che chắn bảo vệ toàn bộ phần trong của hệ sinh sản, có hình dạng như các đôi môi.
Vùng da bên ngoài của môi lớn và môi nhỏ có màu tương tự như màu da của người nữ, còn phần bên trong có thể có màu hồng, hoặc màu xám, màu nâu,... tùy theo từng cơ thể. Hai môi nhỏ gặp nhau ở giữa, bọc lên phía trên của âm vật.

## Âm hộ
Âm hộ, hay còn gọi là cửa mình, nằm bên phía trong thành môi nhỏ, phía dưới lỗ niệu đạo và phía trên hậu môn, là cửa dẫn vào âm đạo.

## Âm vật
Âm vật là một khối mô cứng dài khoảng 1,5 cm, nằm ở giữa và phía trên của âm hộ, đầu âm vật được che một phần bởi nơi hai môi nhỏ hợp lại. Âm vật là cơ quan nhạy cảm nhất trong cơ thể con người (cùng hạng với dương vật ở nam và lưỡi), nơi đây tập trung nhiều (khoảng 8000) đầu dây thần kinh có chức năng mang lại khoái cảm tình dục. Âm vật được mô tả theo y học đầu tiên bởi một nhà khảo cứu cơ thể người Ý năm 1559.

## Lỗ tiểu
Hình 2 - 7

Hình 2. Bộ phận sinh dục phụ nữ - bên trong

Còn gọi là cửa niệu đạo, là chỗ thoát của nước tiểu từ bàng quang (Hình 2 - 1) qua ống dẫn tiểu ra ngoài. Lỗ này nằm ngay trên cửa âm đạo, và chừng 2 cm dưới âm vật. Ống dẫn tiểu dài khoảng 4 cm, nằm dọc theo bên trong tường của âm đạo.

## Âm đạo
Hình 2 - 8; Hình 3 -1
Là một bộ phận hình ống dài nối từ cửa mình bên ngoài vào tử cung bên trong. Các mô cơ thành âm đạo có tính đàn hồi cao. Âm đạo đón nhận dương vật khi giao hợp. Âm đạo và cổ tử cung có khả năng giãn ra lớn gấp nhiều lần, giúp thai nhi ra khỏi người mẹ khi sanh nở.

## Màng trinh
Một màng mỏng nằm trong âm đạo cách cửa âm đạo khoảng 1–2 cm. Màng thường sẽ bị rách ở lần giao hợp đầu tiên. Khi màng trinh bị rách có thể chảy một vài giọt máu, hoặc chỉ có chút chất tiết hơi hồng. Một số bạn gái (khoảng 0,5%) khi sinh ra đã không có màng này hoặc nó đàn hồi đến mức tiếp tục tồn tại cho đến lần sinh con đầu tiên.
Màng trinh thật ra là một phần dư sót lại trong thời kỳ thai nhi phát triển. Do đó, có một số bé gái khi sinh ra đã không có màng trinh, trong khi ở một số phụ nữ màng trinh dày và che kín âm đạo gây trở ngại khi giao hợp và có triệu chứng không có kinh. Vì văn hóa xưa nay coi trọng vấn đề giữ trinh tiết nên màng trinh được nhiều chú ý.

## Cổ tử cung
Cổ tử cung (uterine cervix): Là phần sau của tử cung và nơi nối tiếp của âm đạo với tử cung. Cổ tử cung có thành dày và rất chắc với một lỗ mở rất nhỏ (không rộng hơn một cọng rạ). Tuy nhiên, khi phụ sản sinh em bé, cổ tử cung sẽ mở đủ rộng để em bé "chui qua" trong hầu hết các trường hợp.

## Tử cung
Hình 2 - 2; Hình 3 -2

Hình 3. Hệ thống sinh sản - phụ nữ

Tử cung là một bọc cấu tạo bởi một lớp cơ trơn rất dày, nằm phía dưới bụng, trên bàng quang. Khi chưa có thai, tử cung hình trái lê, kích thước khoảng 8 x 5 x 3 cm. Cổ tử cung (Hình 3 - 5) nằm phía dưới, dẫn ra âm đạo (1). Phía trên ở hai bên tử cung là hai ống dẫn trứng (3) nối ra hai buồng trứng (4). Tử cung là nơi thai nảy nở và phát triển cho tới lúc sinh.

Hình 4. Hệ thống sinh sản - chụp siêu âm
TC: Tử cung, AD: Âm đạo, NM: Nội mạc, CTT: Cổ tử cung

Những bệnh và bất thường liên hệ đến tử cung và cổ tử cung:
1. U tử cung
2. Ung thư cổ tử cung
3. Ung thư nội mạc tử cung
4. Lạc nội mạc tử cung
5. Cấu tạo bất thường bẩm sinh: tử cung chắp, tử cung đôi, tử cung bí, không có tử cung.

## Ống dẫn trứng
Ống dẫn trứng (hay vòi trứng)- fallopian tubes nối tử cung với buồng trứng (mối bên có một ống dẫn trứng) và được treo bởi dây chằng tử cung buồng trứng. Ống dẫn trứng có chiều dài khoảng 10 cm và nhỏ hơn sợi mỳ. Nó thực hiện hai nhiệm vụ: 
1. Là đường di chuyển của trứng và tinh trùng
2. Nơi xảy ra sự gặp gỡ của tinh trùng từ ngoài đi vào và trứng từ buồng trứng đi ra.

## Buồng trứng
Mỗi bên tử cung có một buồng trứng (Hình 2, 3 - 4), hình bầu dục, tròn nhỏ hơn tinh hoàn ở nam, màu trắng đục, nằm gần những dây tua ở cuối ống dẫn trứng. Trong thời kỳ phôi thai, hai buồng trứng có khoảng 6 triệu bọc trứng non, khi sinh còn lại 1 triệu và chỉ còn 40.000 khi tới tuổi dậy thì. Khi dậy thì, dưới tác dụng của hormone sinh sản, trứng theo chu kỳ phát triển, chín và rụng. Trong cả đời người nữ, chỉ có 400 trứng hoàn thành chu kỳ và rụng, những trứng khác thường teo nhỏ rồi tan biến.
Ngoài ra, buồng trứng còn có chức năng tạo ra các hormone điều hòa sinh lý.
Những bệnh chứng liện hệ đến buồng trứng:
1. Ung thư buồng trứng
2. Buồng trứng không hoạt động (ovarian failure)
3. Chứng đa bọc ở buồng trứng (polycystic ovarian syndrome)